# Ключ (Хабаровский край)
Ключ — упразднённый контрольный пункт связи в районе имени Полины Осипенко Хабаровского края. На момент упразднения находился в подчинении администрации Село имени Полины Осипенко. Упразднён в 1998 году.

## География
Располагался в Нимеленской впадине, на левом берегу реки Нимелен (приток реки Амгунь), на расстоянии приблизительно в 16 км (по прямой) к северу-северо-о-востоку от села имени Полины Осипенко. Ближайший населённый пункт — гидрологический пост Тимченко, расположен в 2,5 км к юго-западу от контрольного пункта.

## История
Учтён в составе сельсовета имени Полины Осипенко в 1967 году.
Постановлением Законодательной думы Хабаровского края от 25 ноября 1998 года № 320 населённый пункт исключен из учётных данных.